# Yu (Musiker)
Yu (* 9. Februar 2003 als Yunus Emre Can) ist eine deutsche,  nicht-binäre Person, die als Musiker*in tätig ist und sich für Menschenrechte engagiert. Der Schwerpunkt liegt dabei auf dem Einsatz für queere Menschen sowie für Personen, die von rechtsextremer Gewalt bedroht sind.

## Leben und Karriere
Yu wuchs im Rhein-Sieg-Kreis als Kind einer alleinerziehenden Mutter auf. Nach dem Abitur begann Yu eine musikalische Karriere, bei der die Mutter unterstützend zur Seite stand. Yu steht bei demselben Management wie auch Alligatoah unter Vertrag.

## Musik und Texte
Yu bedient sich mehreren Musikstilen, darunter Rock, Pop und Rap. Dabei kommen unter anderem Bass, Gitarre und Cajón zum Einsatz. Die Texte stammen entweder von Yu selbst oder entstehen in Zusammenarbeit mit Lukas Strobel (Alligatoah). Inhaltlich sind sie häufig linkspolitisch geprägt und richten sich gegen Rechtsextremismus.

## Diskografie
- 2022: Huch (Single)
- 2022: Die ersten Schritte (EP)
- 2023: Unique (Single)
- 2023: Die zweiten Schritte (Album)
- 2023: Moshpit (Single)
- 2024: Zittern (Single)
- 2024: Gänsehaut (Single)
- 2024: Fernweh (Single)
- 2024: Please Hold the Line (Album; Erstveröffentlichung: 29. November 2024)[5]
- 2025: Letzte Chance (Single)
- 2025: Für mich (Single)
- 2025: Ausbluten (Single)
- 2025:  Geld (Single)